# OK-1.02
Ptitchka
Ne doit pas être confondu avec Bourane.
Bourane 1.02 était la deuxième des cinq navettes spatiales du projet Bourane. Elle a été surnommée « Ptitchka », ou « Ptichka », du russe Пти́чка (« petit oiseau »). 

## Historique
Sa construction débute en 1988. Ptitchka était quasiment achevée quand le financement du programme fut arrêté. On estimait ses chances de décollage début 1993 à 95 %. Seuls quelques systèmes électroniques n’étaient pas encore installés. À l’annulation du projet, elle était la seule équipée d’un système de support de vie. Son premier vol était prévu pour 1993, où elle aurait dû s’amarrer à la station spatiale Mir en pilotage automatique. La première mission pilotée était quant à elle prévue en 1994 pour le remplacement du module central de Mir. Ces missions n’ont jamais eu lieu et ce sont les navettes américaines qui se chargèrent des missions vers Mir.

## Aujourd’hui
Ptitchka, comme Bourane, est désormais la propriété du Kazakhstan. Elle a été stockée dans un hangar au cosmodrome de Baïkonour mais des photos la montrent à l’extérieur assemblée avec une fusée Energuia.